# Kuntersweg

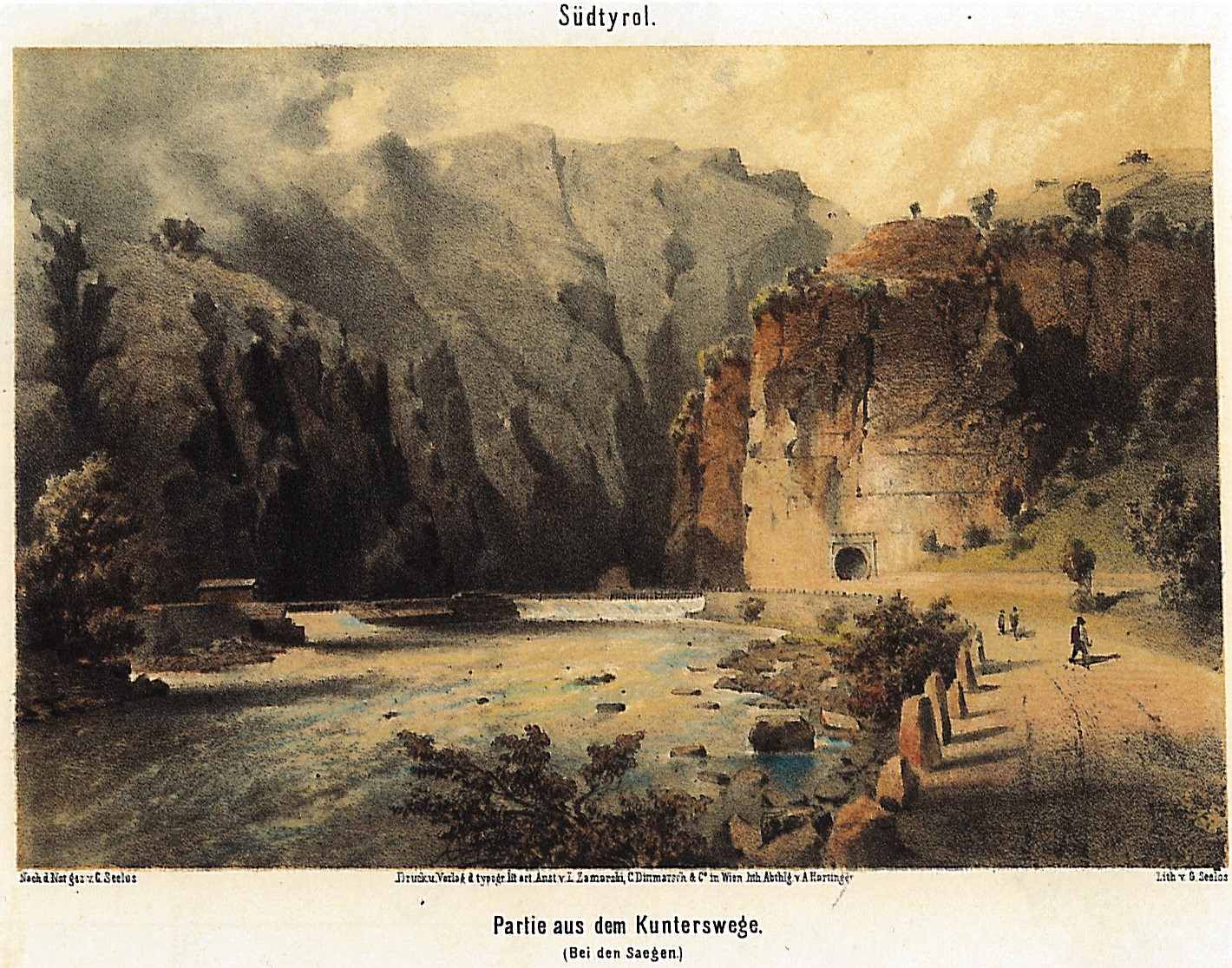
Der Kuntersweg, Farblithographie von Gottfried Seelos, 1867

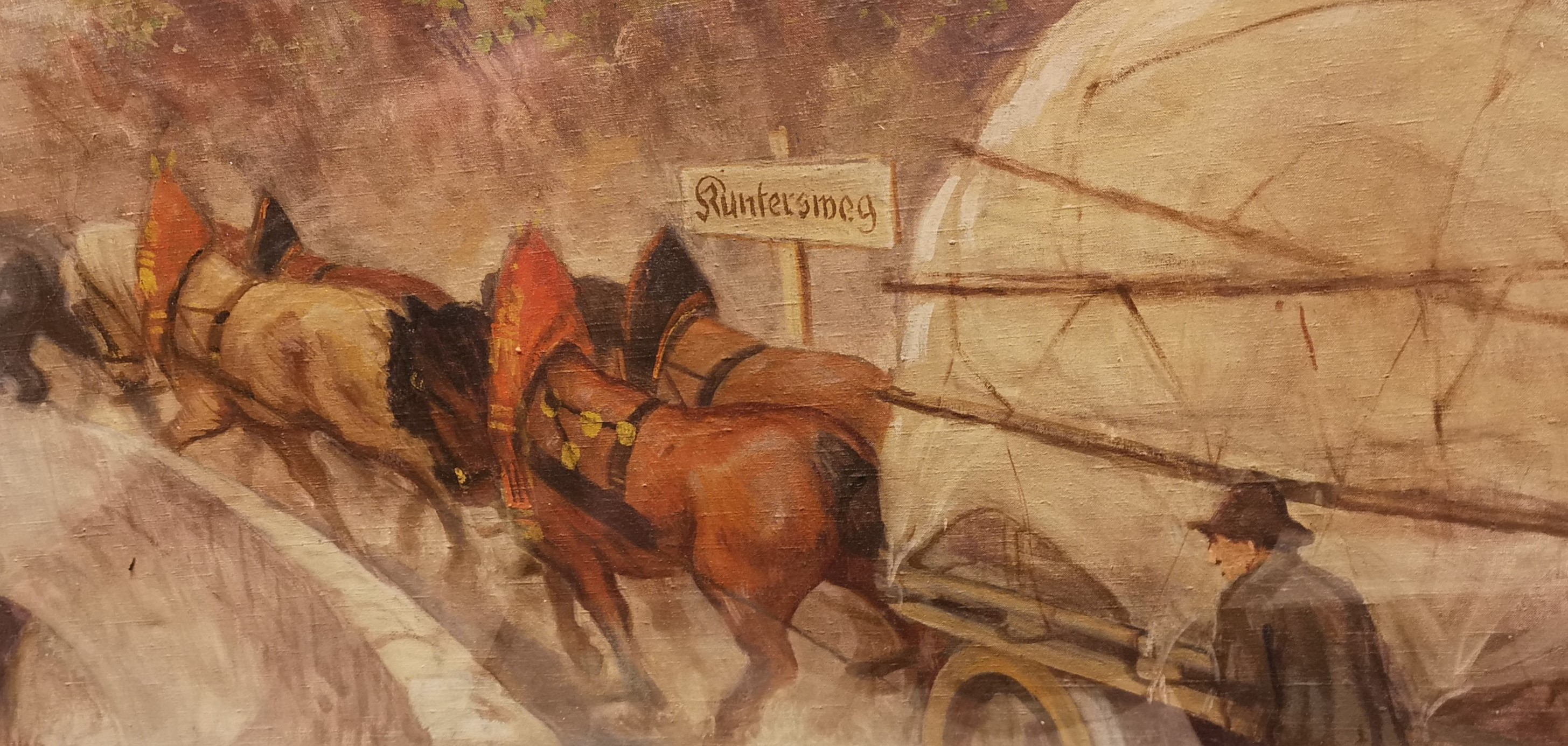
Der Kuntersweg bei Bozen, Ölgemälde von Albert Stolz, undatiert

Der Kuntersweg war eine im 14. Jahrhundert angelegte Altstraße im Südtiroler Eisacktal. Durch ihn wurde der Verkehrsweg zwischen Bozen und dem Brenner deutlich verbessert. Der zuvor genutzte Weg hatte von Bozen (265 m) zunächst nach Lengmoos auf dem Ritten (1150 m) geführt und die Sohle des Eisacktals erst bei Kollmann (500 m) erreicht. Der neue Kuntersweg durch das schluchtartige untere Eisacktal zwischen Kardaun und Kollmann ersparte den Reisenden diesen mühsamen Auf- und Abstieg. Die unternehmerisch beachtliche Bauleistung der Neutrassierung wertete die Brennerstrecke enorm auf und begünstigte die Entwicklung Bozens zur bedeutendsten Handelsstadt Tirols. „Verlierer“ dieser Entwicklung waren der Marktort Gries und vor allem die alte Landeshauptstadt Meran.

## Geschichte

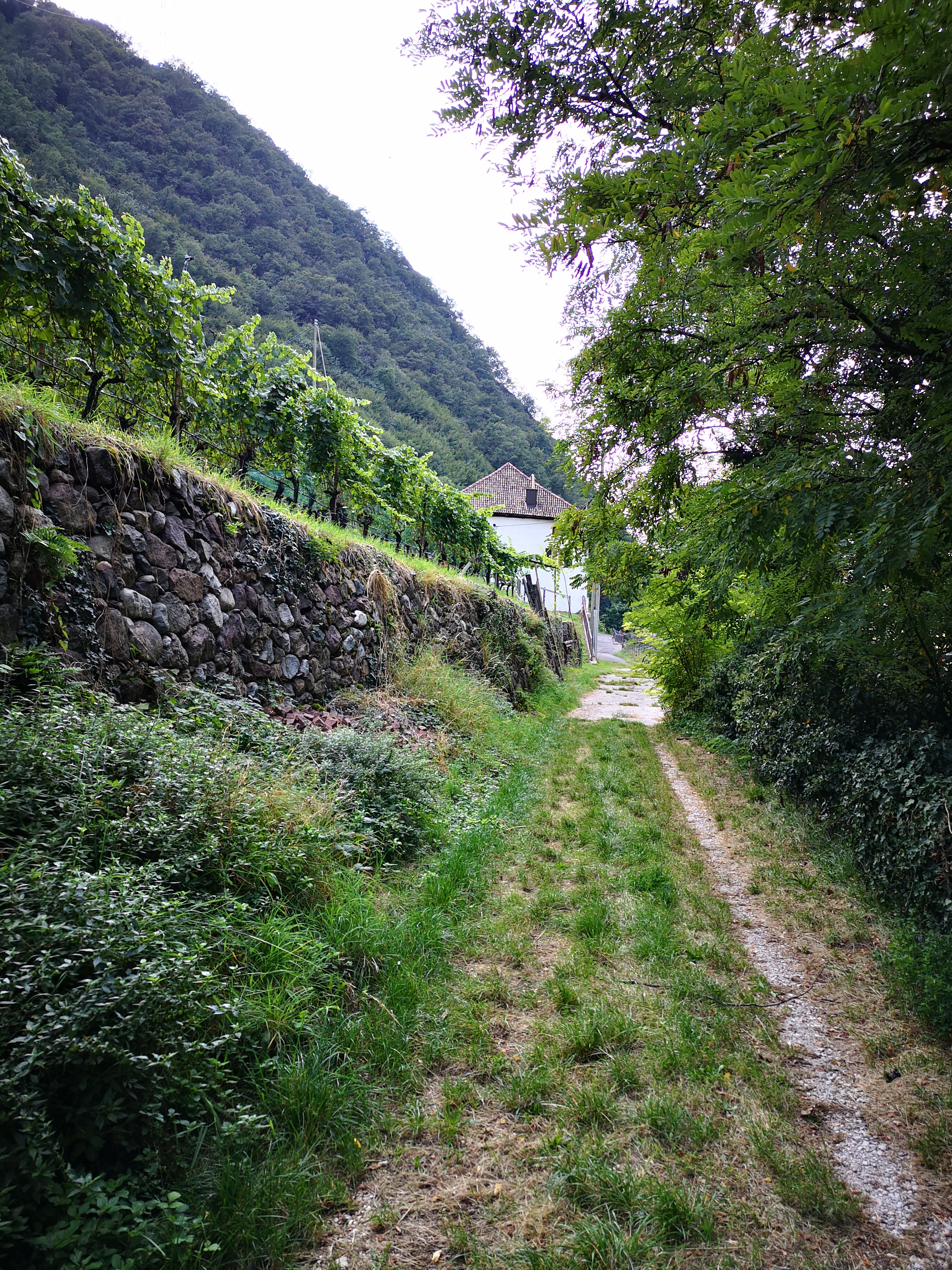
Abschnitt des Kunterswegs beim Hof Puntnofer in Bozen-Leitach, Blickrichtung Süden

### Errichtung durch Heinrich Kunter
Ursprünglich oblag der Bau der wichtigen Handels- und Durchgangsstraßen dem Reich, aber dieses war nicht immer in der Lage, diese Aufgaben zu erfüllen. So trat der deutsche König Albrecht von Habsburg 1305 die Zoll-, Straßen- und Verkehrshoheit für das Gebiet der Grafschaft Tirol seinen Vettern, den Söhnen Meinhards II., als Reichslehen ab.
Heinrich Kunter bekam am 22. September 1314 gemeinsam mit seiner Frau Kathrein vom Landesfürsten Graf Heinrich von Tirol das Recht, durch die Eisackschlucht von Bozen bis Klausen einen (Saum-)Weg herzustellen und dafür einen Wegzoll zu erheben sowie daran zwei Tavernen zu betreiben.
Heinrich Kunter starb 1317, seine Witwe betrieb die Geschäfte des Kunterweges weiter. Heinrich von Tirol erließ im Jahr 1328 eine Verordnung, die den Erben Heinrich Kunters alle Rechte am Kuntersweg zusprach.

### Ausbau zum Fahrweg
Nach dem Ableben von Kathrein Kunter wurde der Kuntersweg 1344 an Friedrich Mautner von Burghausen verkauft, der ihn am 29. März 1346 um 220 Mark Berner an den Bozner Arnold Jaudes veräußerte. Dieser befreite ihn von jeglichem Zoll und gründete eine Stiftung zur Instandhaltung des Weges.
Der Kuntersweg konnte jedoch auf privater Basis auf Dauer nicht instand gehalten werden. Um 1480 wurde er unter dem Landesfürsten Erzherzog Siegmund dem Münzreichen mittels Sprengungen so ausgebaut, dass er auch mit Fuhrwerken befahren werden konnte.

### Die Zollhäuser

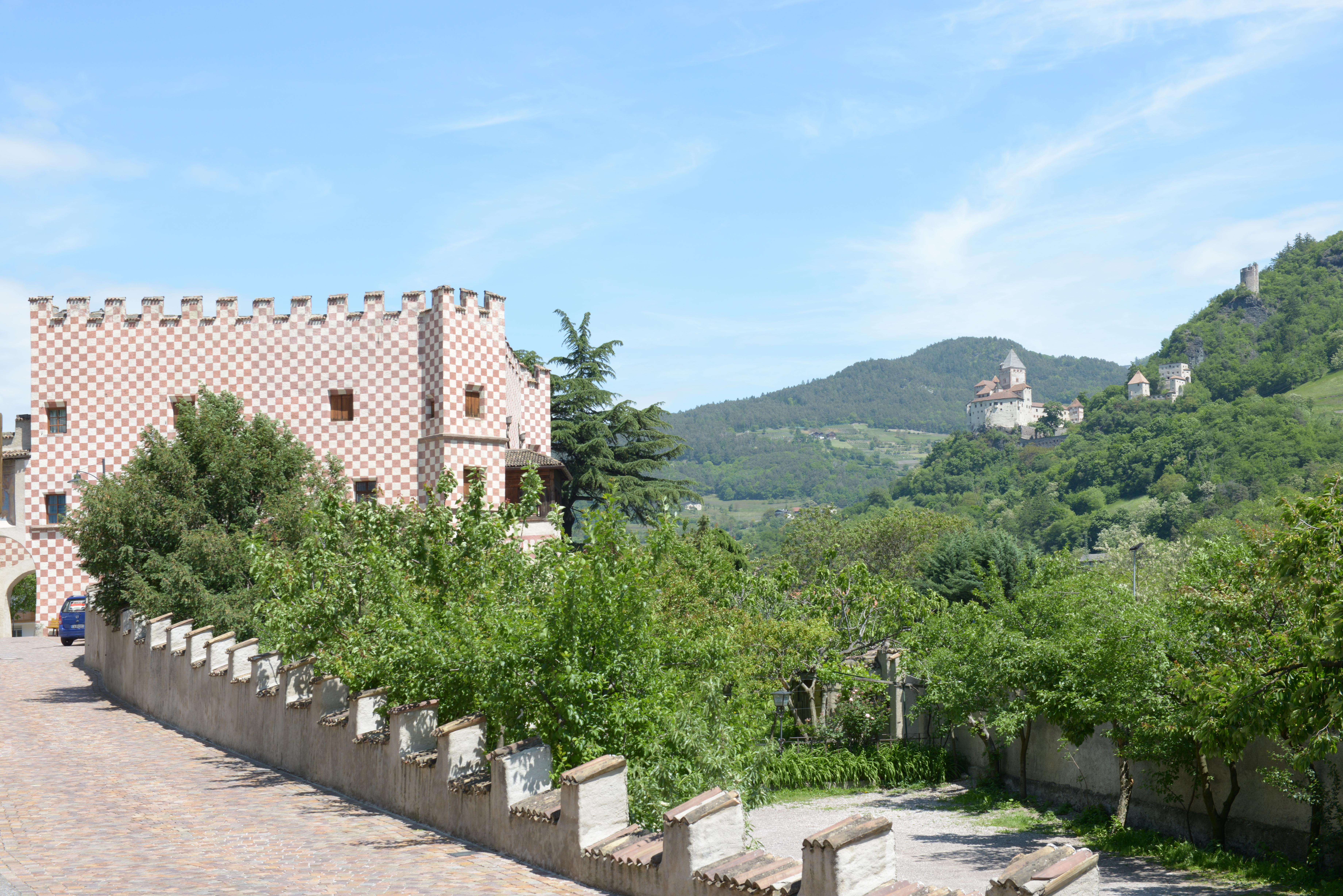
Das Zollhaus in Kollmann, rechts die Trostburg

Am 22. September 1484 hob Erzherzog Siegmund die Zollfreiheit wieder auf und ließ in Kollmann ein Zollhaus errichten. Die heutige auffallende Bemalung mit einem weiß-roten Schachbrettmuster erhielt es 1591. Im Laufe des 16. Jahrhunderts wurde das Zollamt um eine Poststation ergänzt.
1829 wurden beide Einrichtungen aufgehoben, und das Gebäude gelangte in privaten Besitz. Seit dem 19. Jahrhundert ist es unter dem Namen Schloss Friedburg bekannt.
Das landesfürstliche Zollhaus in Kollmann besteht heute noch und wurde in Zusammenarbeit mit dem Südtiroler Landesdenkmalamt von 1979 bis 1982 restauriert.
Auch in Kardaun am Südende des Kunterswegs hatte einst ein Zollhaus bestanden. 1487 ist hier der Bozner Bürger Hans Permetin als zollner im Kunttersweg bezeugt. Dieses wurde allerdings bereits 1760 an einen Privaten veräußert.

## Der Kuntersweg heute
Die Gemeinde Karneid ließ den Kuntersweg anlässlich des Tiroler Gedenkjahres 1809–1984 als Wanderweg instand setzen. Es sind rund fünf Kilometer, die in zweieinhalb Stunden bewältigt werden können.